# Museo del Agua (Quartell)
El Museo del Agua ubicado en la localidad valenciana de Quartell, es un museo etnológico que forma parte de la Red de Museos Etnológicos Locales de la Diputación de Valencia, conocida como Etnoxarxa (que se puso en marcha en enero de 2017 y puede considerarse como una estructura cultural establecida para la colaboración entre museos etnológicos en tres líneas: cooperación, asesoramiento y formación), coordinada por el Museo Valenciano de Etnología.
El Museo se ubica dentro de las restauradas instalaciones del conocido como Molí Nou, un molino arrocero y de trigo, que presenta una catalogación como Bien Inmueble de Etnología.
El museo se cuenta en su exposición permanente materiales y herramientas relacionadas con el cultivo del arroz;  herramientas agrícolas de tracción animal; así como una colección de pesas y medidas del ayuntamiento, y los objetos de la sociedad tradicional bajo el hilo conductor de la energía. Cuenta también un gran panel explicativo sobre la distribución de aguas de la Font de Quart, de la que riegan los pueblos de la Vall de Segó, ya que el museo quiere ser un medio de dar valor al sistema hidráulico conformado por una red de grandes acequias y otros elementos hidráulicos que ayudaron no solo al desarrollo de la agricultura, sino a conseguir una energía que permitía mover motores que ayudaban a otras tareas relacionadas directamente con la agricultura, por ejemplo el uso del agua para mover los molinos para triturar granos, o el uso del agua de las acequias para extender la higiene a través de una red de lavaderos, etc.
Es por ello que el museo es un punto de partida para las rutas turísticas del agua.
Para contar con más espacio para las exposiciones temporales y gracias a la escasa distancia entre Lavadero Municipal y el Molino, el Ayuntamiento de Quartell decidió en el año 2021 acondicionar el LLavaner de Quartell como sala expositiva permanente del Museo Moli Nou.